# Мінське відділення Білоруської залізниці
Мінське відділення Білоруської залізниці (біл. Мінскае аддзяленне Беларускай чыгункі) — одне з найбільших підприємств Білоруської залізниці, найважливіша ланка в системі забезпечення міжнародного перевезення вантажів. Розташоване на перетині двох загальноєвропейських транспортних коридорів: II (Захід — Схід) і IX (Північ — Південь) з відгалуженням IXB (Жлобин — Мінськ — Гудогай і далі до портів Балтійського моря: Клайпеди та Калінінграда).

## Загальна характеристика
Відділення залізниці розташовується в межах 3 областей Республіки Білорусь: Мінської,  Вітебської та Гродненської, які за своїм географічним положенням межують з Росією та Литвою. Має два стикових прикордонних пунктів пропуску з суміжними залізницями: Московська залізниця  — Осинівка (Красне),  Литовська залізниця —  Гудогай (Кяна).
У зоні обслуговування Мінського відділення Білоруської залізниці розташовані такі великі підприємства, як ВАТ «МАЗ»  — керуюча компанія холдингу «Белавтомаз», РУП «Мінський тракторний завод», ЗАТ «Атлант», ВАТ «Керамін», ВАТ «БелАЗ» — керуюча компанія холдингу «Белаз-Холдинг», ВАТ «Амкодор», ВАТ «Завод будівельних матеріалів» тощо.
Мінське відділення виконує приблизно третину всіх вантажних перевезень Білоруської залізниці. Більше половини з них транзитні: нафта, чорні метали, лісоматеріали, добрива, вугілля, будівельні матеріали тощо
Межує з Барановицьким, Вітебським, Могильовським відділеннями Білоруської залізниці, Смоленським відділенням Московської залізниці та Литовською залізницею.
Основні напрямки діяльності: перевезення вантажів, пасажирів, багажу і вантажобагажу залізничним транспортом загального користування.
Щодоби зі станцій та зупинних пунктів Мінського відділення відправляється понад 112 тисяч осіб. Саме тут здійснюється понад 40 % усіх пасажирських перевезень Білоруської залізниці.

## Історія
Вперше в Мінську гудок паровоза пролунав в листопаді 1871 року, коли була відкрита ділянка залізниці напрямку Смоленськ — Мінськ —Берестя. Всього лише за півтора року були прокладені 650 км залізничних колій. В цей же час в межах Мінського відділення з'явилися і перші 13 лінійних станцій. Всі вони діють і досі, деякі тільки змінили назви. Сама ж станція Мінськ перебувала за межами міста і для свого часу була добре обладнана, до складу якої входили пасажирська будівля, житлові будинки, майстерні, стрілочні будки, паровозне депо на 12 паровозів і багато іншого. Мала станція і дві платформи — пасажирську та міжколійну.
Вже через 2 роки, у січні 1873 року було відкрито регулярний рух на ділянці Мінськ — Вільно, і нинішня станція Мінськ-Пасажирський стала першим залізничним вузлом. В Мінську, саме там, де нині розташований сучасний залізничний вокзал, з'явився перший його попередник — тоді всього лише пасажирська будівля. Мінський залізничний вузол був утворений 1873 року. З введенням в експлуатацію Лібаво-Роменської залізниці, були побудовані і основні споруди Віленського вокзалу. На площі, яка прилегла до перону, були зведені дерев'яні павільйони. В одному з павільйонів був побудований вокзал, в інших — управління станції, поліклініка, ремісниче училище та інші об'єкти, що пов'язані з будівництвом станції.
Відразу після закінчення Другої світової війни, у 1946 році було утворено Мінське відділення Білоруської залізниці.
1951 року, після реформування Західної залізниці, Оршанське відділення увійшло до складу Калінінської залізниці. Його кордони були розширені до Медведки (на станції Вітебськ) і Унечі. Ділянка Ліда — Молодечно залишилася в складі Барановицького відділення Брест-Литовської залізниці, а з 1953 року ділянка увійшла до складу Білоруської залізниці. Наприкінці 1955 року до Мінського відділення були приєднані ділянки Молодечно — Гудогай та  Мінськ-Південний — Верейці — Гродзянка. Оршанське відділення з 1957 року було передано Білоруській залізниці, його північна межа проходила по станції Можєївка.
9 липня 1955 року відкрита Мінська дитяча залізниця.
10 березня 1961 року до складу Мінського відділення були включені ділянки і підприємства Оршанської дирекції залізничних перевезень. Так було створено єдине Мінське відділення. З його складу були виключені станція Верейці і ділянку Верейці — Гродзянка.
Впродовж 1959—1979 років вантажний та пасажирський рух було переведено на тепловозну тягу, впроваджений потоковий метод ремонту вантажних вагонів у вагонних депо, здійснений суцільний переклад проміжних станцій на електричну централізацію стрілок, сигналів і ділянок — на числове кодове автоматичне блокування, переведено приміський рух в Мінському вузлі на електричну тягу, приведення корисних довжин проміжних станцій до норми. Здійснено реконструкцію станцій Мінськ-Сортувальний, Орша-Центральна, Орша-Західна і запроваджена на цих станціях маршрутно-релейна електрична централізація стрілок і сигналів, бурхливими темпами розвивалося вантажне господарство.
У 1979—1983 роках почалося впровадження ЕОМ для планування експлуатаційної роботи, приділялася велика увага вдосконаленню організації роботи всіх галузей дирекції залізничних перевезень. Здійснено переведення руху пасажирських і вантажних потягів на електричну тягу, електрифікований рух на ділянках Борисов — Орша, Орша — Красне і на Оршанськом залізничному вузлі. Тривало інтенсивне впровадження електронно-обчислювальної техніки, були модернізовані пристрої зв'язку, підвищилися допустимі швидкості руху потягів.
30 грудня 2000 року введена в експлуатацію перша черга нового вокзалу станції Мінськ-Пасажирський.
2 липня 2001 року, напередодні Дня Незалежності Білорусі, в лівому крилі вокзалу відкрилися нові квиткові каси далекого сполучення. 2003 року будівництво вокзалу було завершено і він почав функціонувати на повну виробничу потужність.
Історія розвитку колійного господарства представлена в кімнаті бойової і трудової слави Мінської дистанції колії. Особливо цінним є те, що тут відображені багато сторін суміжних галузей транспорту. Про героїчні та трудові звершення найгероїчнішого підприємства — локомотивного депо Орша розповідають експонати музею, який розташований в одній будівлі з цехом ремонту дизель-потягів.
У будівлі колишнього клубу залізничників в Мінську розташований Музей локомотивного депо «Мінськ». На стендах і експонатах наочно простежується внесок залізничників в розвиток дирекції залізничних перевезень і локомотивної галузі, відображені їх трудові і бойові подвиги.
Кімната бойової і трудової слави Мінського вагонного депо яскраво показує історію розвитку і роль вагонного господарства в єдиному перевізному процесі, розповідає про кращих людей галузі.
Музей Оршанської дистанції колії представлений справами колектива, його керівників, передових працівників на різних історичних етапах. У музеї дирекції залізничних перевезень, який був відкритий 1998 року, відображені всі етапи розвитку відділення, історія підприємств, роль колективів і передовиків виробництва.

## Сучасний стан
З 2000 року — Транспортне республіканське унітарне підприємство «Мінське відділення Білоруської залізниці».
Нині на території Мінського відділення розташовані 69 станцій, з яких 62 станції здійснють перевезення пасажирів, 126 зупинних пунктів, тоді як станції Орша та Молодечно у 1993 році отримали статус міждержавних трансферних станцій. На станції  Гудогай Мінське відділення межує з Литовською залізницею.

## Структура
Основними залізничними вузлами на відділенні є: Мінськ-Пасажирський, Мінськ-Сортувальний, Молодечно, Орша-Центральна.
До складу відділення входить 29 відокремлених структурних підрозділів (філій), 72 станції, 4 вокзала, 126 зупинних пунктів, 2790,7 км розгорнутої довжини колій, понад 16 тисяч працівників.
| Основні станції Мінського відділення Білоруської залізниці | Основні станції Мінського відділення Білоруської залізниці | Основні станції Мінського відділення Білоруської залізниці | Основні станції Мінського відділення Білоруської залізниці |
| Станція                                                    | Фото                                                       | Рік заснування                                             | Примітки                                                   |
| ---------------------------------------------------------- | ---------------------------------------------------------- | ---------------------------------------------------------- | ---------------------------------------------------------- |
| Мінськ-Пасажирський                                        |                                                            | 1871                                                       | [ 3 ]                                                      |
| Мінськ-Сортувальний                                        |                                                            | 1871                                                       | [ 4 ]                                                      |
| Орша-Центральна                                            |                                                            | 1871                                                       | [ 5 ]                                                      |
| Молодечно                                                  |                                                            | 1873                                                       | [ 6 ]                                                      |
| Борисов                                                    |                                                            | 1871                                                       | [ 7 ]                                                      |

## Формат пасажирських перевезень
- Міжнародні лінії
- Комерційні лінії
- Міжрегіональні лінії
- Регіональні лінії
- Міські лінії
- Мінські міські лінії

## Локомотивне депо
- Автобаза «Мінськ»
- Локомотивне депо «Молодечно»
- Локомотивне депо «Мінськ»
- Локомотивне депо імені К. С. Заслонова (Орша)

## Вагонне депо
На території відділення розташовані 3 вагоних депо:
- Мінське вагонне депо;
- Оршанське вагонне депо;
- Рефрижераторне вагонне депо Молодечно.

## Дистанції колії
- Мінська
- Молодечненська
- Борисовська
- Оршанська

## Дистанції сигналізації та зв'язку
- Молодечненська
- Мінська
- Оршанська

## Інші підприємства
- Мінська дистанція цивільних споруд
- Оршанська дистанція заповідних насаджень
- Оршанська дистанція цивільних споруд
- Дистанція електропостачання Мінська
- Дистанція електроживлення в Орші
- Мінська автомобільна секція
- Відділ логістики
- Центр інженерних послуг з будівництва інфраструктури
- Мінська база (транспорт)
- Оздоровчий центр «Талька»
- Туристичний центр «Дартур»
- Культурно-спортивний центр

## Начальники Мінського відділення
| Роки                  | Прізвище, ім'я, по батькові      |
| --------------------- | -------------------------------- |
| 1946—1955             | Петуланін Михайло Іванович       |
| 1955—1959             | Сорокін Георгій Матвійович       |
| 1959—1979             | Істушкін Федір Онисимович        |
| 1979—1983             | Митасов Павло Васильович         |
| 1983—1989             | Володько Євген Іванович          |
| 1989—1990             | Ринг Володимир Йосипович         |
| 1990—2002             | Гапєєв Василь Іванович           |
| 2002—03.03.2016       | Шилов Ігор Сергійович            |
| 20.06.2016—31.05.2019 | Дашкевич Павло Леонідович        |
| 08.07.2019—понині     | Хорошевич Олександр Анатолійович |